# Delphinium leonidae
Delphinium leonidae är en ranunkelväxtart som beskrevs av Kemul.-nath.. Delphinium leonidae ingår i släktet storriddarsporrar, och familjen ranunkelväxter. Inga underarter finns listade i Catalogue of Life.